# Ruda (Udine)
Ruda (friuli nyelven Rude) település Olaszországban, Friuli-Venezia Giulia régióban, Udine megyében. Lakosainak száma 2774 fő (2023. január 1.). Ruda Aiello del Friuli, Campolongo Tapogliano, Cervignano del Friuli, Fiumicello Villa Vicentina, San Pier d'Isonzo, Turriaco és Villesse községekkel határos.

## Népesség
A település népességének változása:
| Lakosok száma | 2957 | 2900 | 2774 |
|               | 2017 | 2018 | 2023 |